# Magnesia Litera 2011
Ceny Magnesia Litera 2011 byly slavnostně vyhlášeny ve Stavovském divadle 10. dubna 2011. Ceremoniál uváděla Aňa Geislerová. Nominace se vybíraly z 318 přihlášených titulů.

## Laureáti a nominace

### Kniha roku
- Jan Balabán: Zeptej se táty (Host)

### Litera za prózu
- Martin Ryšavý: Vrač (Revolver revue)
  - Hana Andronikova: Nebe nemá dno
  - Jan Balabán: Zeptej se táty
  - Emil Hakl: Pravidla směšného chování
  - Petra Hůlová: Strážci občanského dobra
  - David Jan Novotný: Sidra Noach

### Litera za poezii
- Josef Hrubý: Otylé ach (Galerie města Plzně)
  - Jan J. Novák: Z deníku po Celanovi
  - Karel Šiktanc: Nesmír

### Litera za knihu pro děti a mládež
- Alžběta Skálová: Pampe a Šinka (Arbor Vitae)
  - Markéta Pilátová: Kiko a tajemství papírového motýla
  - Tereza Říčanová: Noemova archa

### Litera za literaturu faktu
- Vladimír Papoušek a kolektiv: Dějiny nové moderny (Academia)
  - Jana Hubková: Fridrich Falcký v zrcadle letákové publicistiky
  - Alena Míšková, Martin Franc, Antonín Kostlán: Bohemia docta

### Litera za nakladatelský čin
- edice AAA (Argo)
  - Vladimír Binar: Čin a slovo – Kniha o Jakubu Demlovi (Triáda)
  - Vladimír Fuka: Deník 1952 (Plus)

### Litera za překladovou knihu
- Herta Müllerová: Rozhoupaný dech, překlad Radka Denemarková (Mladá fronta)
  - Guillermo Cabrera Infante: Přelétavá nymfa, překlad Petr Zavadil
  - Hilary Mantelová: Wolf Hall, překlad Michala Marková

### Litera pro objev roku
- Markéta Baňková: Straka v říši entropie. Fyzikální bajky ze života (Petr Prchal)
  - Matěj Dadák: Horowitz
  - David Voda: Sněhy a další

### Cena čtenářů
- Hana Andronikova: Nebe nemá dno (Odeon)

## Kritika
Petr Zídek kritizoval nominace za literaturu faktu. Všechny tři knihy označil za marginální, málo zajímavá díla, určená pro úzký okruh odborníků. U knihy Bohemia docta navíc za nominací viděl střet zájmů.